# Субхатаварман
Субхатаварман — індійський правитель Малави з династії Парамара.

## Життєпис
Син Віндхіявармана. Посів трон 1193 року. На початку його правління влада Чаулук'я занепала через мусульманські вторгнення. Скориставшись цією ситуацією, 1204 року Субхатаварман успішно вторгся в регіон Лата (південний Гуджарат), а потім напав на ворожу столицю Анахілаваду. Деякий час володів Дарбхаваті (сучасний Дабхой). Поет Арісімха стверджує, що цар Малви виніс золоті глечики з храму Вайдянатха в Дарбхаваті. Мухаммад Ауфі у своїй «Джавамі уль-Хікаят» стверджує, що правитель Парамара грабував міста та індуїстські храми Гуджарату, а також знищував мечеті, зокрема у Хамбаті, побудовану Чаулук'ями для арабських торговців. Проте важливу фортецю біля храму Сомнатх взяти не зміг. В подальшому вів невдалі бої з феодальним родом Лавана-Прасада. В цей час Малава зазннала нападу з боку Джайтугі, правителя Сеунів, що змусило Субхатавармана залишити Гуджарат.
Помер 1210 року. Йому спадкував син Арджунаварман I.